# Società Sportiva Giulianova 1945-1946
Questa voce raccoglie le informazioni riguardanti la Società Sportiva Giulianova nelle competizioni ufficiali della stagione 1945-1946.

## Stagione
Nella stagione 1945-1946 il Giulianova schiera due compagini, una in Serie C e l'altra in Prima Divisione. Dalla Serie C viene promosso il Perugia, tuttavia i giuliesi avevano chiuso il girone d'andata al secondo posto con questa classifica: Perugia 20, Giulianova 17, Senigallia 16, Foligno, Ascoli, Sambenedettese 15, Porto Recanati 14, Chieti 13, Pesaro 11, Macerata 10, Spoleto, Fano, Gubbio 9, Urbino 6. Formazione base dei giuliesi: Di Michele, Cellini, Braga, Aloisi, Franchini, Rossi, Vallese, Rofi, Cocciolito, Piccioni, Cassiani. All. Duo.
Per il problema di diffusione della stampa locale non si hanno notizie dei risultati.

## Rosa
| N. |                   | Ruolo | Calciatore |
| -- | ----------------- | ----- | ---------- |
|    | Italia (bandiera) | C     | Aloisi     |
|    | Italia (bandiera) | C     | Assenti    |
|    | Italia (bandiera) | D     | Braga      |
|    | Italia (bandiera) | A     | Cassiani   |
|    | Italia (bandiera) | D     | Cellini    |
|    | Italia (bandiera) | A     | Cocciolito |
|    | Italia (bandiera) | C     | Di Marco   |
|    | Italia (bandiera) | P     | Di Michele |
|    | Italia (bandiera) | D     | Franchini  |

| N. |                   | Ruolo | Calciatore |
| -- | ----------------- | ----- | ---------- |
|    | Italia (bandiera) | D     | Garaffi    |
|    | Italia (bandiera) | A     | Marà       |
|    | Italia (bandiera) | C     | Piccioni   |
|    | Italia (bandiera) | P     | Poliandri  |
|    | Italia (bandiera) | D     | Pollastri  |
|    | Italia (bandiera) | D     | Rossi      |
|    | Italia (bandiera) | C     | Rofi       |
|    | Italia (bandiera) | D     | Taffoni    |
|    | Italia (bandiera) | A     | Vallese    |